# S.W.A.T. (série télévisée)
Cet article concerne le reboot de 2017. Pour la série originale de 1975, voir Section 4.
Pour les articles homonymes, voir Special Weapons And Tactics et SWAT.
S.W.A.T. est une série télévisée américaine en 163 épisodes de 42 minutes créée par Shawn Ryan et Aaron Rahsaan Thomas, et diffusée entre le 2 novembre 2017 et le 16 mai 2025 sur le réseau CBS et en simultané sur le réseau Global au Canada. Il s'agit d'un remake de la série Section 4, diffusée dès 1975.
Au Québec, la série est diffusée depuis le 19 avril 2018 sur AddikTV et rediffusé en clair à partir du 31 mars 2021 sur le réseau TVA, en Belgique, depuis le 29 août 2018 sur RTL-TVI. En France, la série est diffusée depuis le 8 janvier 2019 sur TF1 et également sur C8 depuis le 8 décembre 2019. Elle est aussi disponible sur la plateforme Salto à partir du 7 décembre 2020, ainsi que sur Netflix et Prime Video. Néanmoins cette série reste inédite dans les autres pays francophones.
Une série dérivée, intitulée SWAT: Exiles et faisant suite à S.W.A.T, est annoncée peu après la fin de la série principale. Elle met à nouveau en scène Shemar Moore dans le rôle principal.

## Synopsis
Daniel Harrelson, surnommé Hondo, est un sergent du S.W.A.T. (Special Weapons And Tactics) de Los Angeles. Au quotidien, il est tiraillé entre ses origines modestes et son devoir envers ses coéquipiers. Ses amis d'enfance n'ont pas aussi bien tourné que lui. Il est chargé de monter une unité qualifiée pour résoudre les crimes de la ville.

## Distribution

### Acteurs principaux
- Shemar Moore (VF : David Krüger) : Sergent Daniel « Hondo » Harrelson (David 20)
- Jay Harrington (VF : Stéphane Pouplard) : Sergent II David « Deacon » Kay (David 30)
- David Lim (VF : Alexandre Nguyen) : Officier III Victor Tan (David 25)
- Patrick St. Esprit (VF : Guy Chapellier) : Commandant Robert Hicks (depuis la saison 2 - récurrent saison 1)
- Anna Enger Ritch (VF : Youna Noiret) : Zoe Powell (David 28) (depuis la saison 7 - récurrente saison 5 et 6)
- Niko Pepaj : Miguel Alfaro (David 29) (depuis la saison 8 - récurrent saison 6 et 7)

### Anciens acteurs principaux
- Peter Onorati (VF : Hervé Jolly) : Sergent II Jeff Mumford (David-50) (saison 1 - récurrent saison 2 - invité saison 4)
- Stephanie Sigman (VF : Ingrid Donnadieu) : Capitaine Jessica Cortez (saisons 1 et 2)
- Amy Farrington (VF : Ivana Coppola) : Lieutenant Piper Lynch (saison 3 - récurrente saison 4)
- Lina Esco (VF : Anne Tilloy) : Officier III Christina « Chris » Alonso (David 24) (saisons 1 à 5)
- Alex Russell (VF : Franck Lorrain) : Officier III Jim Street (David 26) (principal saison 1 à 6 - récurrent saison 7)
- Kenneth Allen Johnson (VF : Boris Rehlinger) : Officier III+1 Dominique Luca (David 22) (principal saison 1 à 6 - récurrent saison 7)
- Rochelle Aytes (VF : Sophie Riffont) : Nichelle Carmichael, petite-amie, puis épouse, de Hondo (récurrente saison 3 à 5, principale saison 6 et 7, invitée saison 8)

### Acteurs récurrents et invités
- Lou Ferrigno, Jr. (VF : Sébastien Desjours) : Donovan Rocker
- Louis Ferreira (VF : Marc Saez) : William « Buck » Spivey
- Bre Blair (VF : Anne Massoteau) : Annie Kay
- Sherilyn Fenn (VF : Anne Rondeleux) : Karen Street, mère incarcérée de Jim Street[9]
- Peter Facinelli (VF : Bruno Choël) : Michael Plank[10] (saison 1)
- Debbie Allen (VF : Dominique Westberg) : Charice Harrelson, mère de « Hondo » (depuis la saison 2)
- Daniel Lissing (VF : Axel Kiener) : Ty (saison 2)
- Isaach de Bankolé (VF : Frantz Confiac) : Aden Syed (saison 3)
- Norma Kuhling (VF : Noémie Orphelin) : Nora Fowler (saison 4 et saison 5)

## Production

### Développement

Écusson du SWAT dans la série.

Le projet d'Aaron Rahsaan Thomas a débuté en septembre 2016. Le pilote a été commandé au début février 2017.
L'épisode pilote est réalisé par Justin Lin.
Le 12 mai 2017, CBS commande la série, et lors des Upfronts cinq jours plus tard, place la série dans la case du jeudi à 22 h à partir du 2 novembre 2017.
Le 17 novembre 2017, CBS commande sept épisodes supplémentaires, portant la saison à vingt épisodes.
Le 27 mars 2018, la chaîne renouvelle la série pour une deuxième saison.
Le 9 mai 2019, la série est renouvelée pour une troisième saison, pour la saison 2019-2020.
Le 16 mars 2020, Sony Pictures Television a suspendu la production de la troisième saison en raison de l'impact de la pandémie de Covid-19.
Le 6 mai 2020, CBS annonce le renouvellement de la série pour une quatrième saison. Le tournage de la quatrième saison a commencé le 4 août 2020,.
Le 15 avril 2021, la série est renouvelée pour une cinquième saison.
Le 8 avril 2022, la série est renouvelée pour une sixième saison.
La 5 mai 2023, CBS annonce mettre fin à la série, malgré des audiences en hausse, les deux coproducteurs (Sony et CBS) n'étant pas parvenus à un accord financier pour en continuer la production. La reprise par un autre diffuseur est alors compromise,. Le 8 mai 2023, la série est finalement renouvelée par CBS pour une septième et dernière saison de treize épisodes,.
Le 11 avril 2024, CBS renouvelle la série pour une huitième saison, moins d'un an après son arrêt officiel,.
Le 6 mars 2025, la série est arrêtée après huit saisons.

### Casting
En février 2017, Stephanie Sigman a été recruté pour jouer le rôle du Capitaine Jessica Cortez , Shemar Moore, ancienne vedette d’Esprits criminels, a été recruté pour jouer le rôle de Daniel « Hondo » Harrelson, aux côtés de Kenneth Allen Johnson, dans le rôle de Dominic Luca (qui s'appelait à l'origine Brian Gamble), et Lina Esco, dans le rôle de Christina « Chris » Alonzo (à l'origine nommée Chris Sanchez).
Plusieurs membres de la distribution ont été annoncés en mars 2017 : Jay Harrington, joue le rôle de l'agent Deacon Kay, Alex Russell est James « Jim » Street et, enfin, Peter Onorati a été choisi pour jouer Jeff Mumford.
Les personnages de Hondo, Jim, Deacon et Dominic apparaissaient déjà dans la série originale.
Le 21 septembre 2017, David Lim a été choisi pour jouer le rôle de Victor Tan, et a ensuite été promu au statut d'acteur régulier de la série.
En juin, Patrick St. Esprit qui joue le rôle du Commandant Robert Hicks, est promu à la distribution principale.
Le 8 juillet 2019, Amy Farrington rejoint la distribution dans le rôle du lieutenant-détective Piper Lynch, qui est consultant tactique pour S.W.A.T..
Le 22 mai 2022, Lina Esco confirme son départ après cinq saisons.
Le 25 janvier 2024, Anna Enger qui joue le rôle de Zoe Powell depuis la saison 5, intègre la distribution principale à partir de la septième saison. 
Le 9 février 2024, on apprend que Kenneth Allen Johnson et Alex Russell ne seront plus crédités en tant qu'acteurs principaux, mais seulement en tant que récurrents pour la septième saison, leurs personnages quittent la série durant la septième saison.
Le 4 juin 2024, on apprend que Rochelle Aytes, qui joue la femme de Hondo, quitte la distribution principale de la série et rejoint la nouvelle série médicale de la chaine, Watson, elle sera cependant présente dans quelques épisodes seulement en invitée.
Le 18 juillet 2024, Niko Pepaj, qui joue Miguel Alfaro depuis la saison 6, est promu en tant que personnage principal pour la saison 8.

## Épisodes

### Première saison (2017-2018)
La première saison est diffusée du 2 novembre 2017 au 17 mai 2018.
1. Balle perdue (Pilot)
2. Quatre évadés (Cuchillo)
3. Affaires de famille (Pamilya)
4. Solution radicale (Radical)
5. L'Habit ne fait pas le moine (Imposters)
6. Sous couverture (Octane)
7. Retour au bercail (Homecoming)
8. Miracle de Noël (Miracle)
9. Accusé à tort (Blindspots)
10. Derrière les barreaux (Seizure)
11. Au cœur de Korea Town (K-Town)
12. Poison et conspiration (Contamination)
13. Par delà les frontières (Fences)
14. Boucler la boucle (Ghosts)
15. Solidarité féminine (Crews)
16. Demande de rançon (Payback)
17. Aux armes (Armory)
18. Patrouilles (Patrol)
19. Source (Source)
20. Vendetta (Vendetta)
21. La Traque (Hunted)
22. La Famille (Hoax)

### Deuxième saison (2018-2019)
La deuxième saison est diffusée du 27 septembre 2018 au 16 mai 2019.
1. Sous les décombres (Shaky Town)
2. Omega One (Gasoline Drum)
3. Brûler les pistes (Fire and Smoke)
4. Combat de coqs (Saving Face)
5. La Croisière ne s'amuse plus (S.O.S.)
6. Les Diamants de la vengeance (Never Again)
7. En héritage (Inheritance)
8. Crime en direct (The Tiffany Experience)
9. Jour de congés (Day Off)
10. 1000 joules (1000 Joules)
11. Triste hommage (School)
12. Le Retour d'Alicia (Los Huesos)
13. Acte 2 (Encore)
14. Insigne contre insigne (The B-Team)
15. Le Boy's club (Fallen)
16. Pride (Pride)
17. Prendre sous son aile (Jack)
18. Semper fi (Cash Flow)
19. Bons et loyaux services (Invisible)
20. Mauvaise came (Rocket Fuel)
21. Trouvez le coupable (Day of Dread)
22. Le Fou de la gâchette (Trigger Creep)
23. La Justice en direct (Kangaroo)

### Troisième saison (2019-2020)
La troisième saison est diffusée du 2 octobre 2019 au 20 mai 2020.
1. Drone meurtrier (Fire in the Sky)
2. Dangereuses croyances (Bad Faith)
3. Les Faux Monnayeurs (Funny Money)
4. Des fleurs pour Deacon (Immunity)
5. Armés jusqu'aux dents (The LBC)
6. La Voix de la liberté (Kingdom)
7. Le Grand Prix (Track)
8. Dans la gueule du loup (Lion's Den)
9. Trafic inhumain (Sea Legs)
10. Le Découpeur (Monster)
11. Mauvais flic (Bad Cop)
12. Bon flic (Good Cop)
13. Bienvenue à Tokyo (Ekitai Rashku)
14. La Vengeance du mâle (Animus)
15. Chantage sur le ring (Knockout)
16. Témoin protégé (Gunpowder Treason)
17. La Paix des gangs (Hotel L.A)
18. Au bord du gouffre (Stigma)
19. Zones d'ombre (Vice)
20. À l'amour, à la mort (Wild Ones)
21. El Diablo (Diablo)

### Quatrième saison (2020-2021)
Cette quatrième saison de 18 épisodes est diffusée du 11 novembre 2020 au 26 mai 2021.
1. Black Lives Matter (3 Seventeen Year Olds)
2. Sous surveillance (Stakeout)
3. Rocco et son frère (The Black Hand Man)
4. Escorte à haut risque (Memento Mori)
5. Livraisons explosives (Fracture)
6. Le Royaume des bienheureux (Hopeless Sinner)
7. Les Soldats du feu (Under Fire)
8. Croisade meurtrière (Crusade)
9. Un coupable à tout prix (Next of Kin)
10. Faire face (Buried)
11. La Pensée positive (Positive Thinking)
12. Des vies à sauver (U-Turn)
13. Plan B (Sins of the Fathers)
14. Le Jugement dernier (Reckoning)
15. Braquages en direct (Local Heroes)
16. Fusillade au tribunal (Lockdown)
17. Une question d'honneur (Whistleblower)
18. Hors d'état de nuire (Veritas Vincint)

### Cinquième saison (2021-2022)
La cinquième saison est diffusée du 1er octobre 2021 au 22 mai 2022.
1. Le Bon, les brutes et le truand (1) (Vagabundo)
2. Duel au sommet (2) (Madrugada)
3. Le Nouveau David 20 (27 David)
4. Sentinelle (Sentinel)
5. La Manière forte (West Coast Offense)
6. Mensonge par ambition (Crisis Actor)
7. L'Homme de l'ombre (Keep the Faith)
8. La Mule (Safe House)
9. Prime de risque (Survive)
10. Triple menace (Three Guns)
11. Hors ligne (Old School Cool)
12. Une affaire trop personnelle (Provenance)
13. Rivalité explosive (Short Fuse)
14. Échec au roi (Albatross)
15. Les Gentils ne gagnent pas toujours à la fin (Donor)
16. L'Esprit d'équipe (The Fugitive)
17. Explosions en série (Cry Foul)
18. L'Élément déclencheur (Family)
19. Évasion en plein ciel (Incoming)
20. La Nouvelle Californie (Quandary)
21. Le Loup solitaire (Zodiac)
22. Sur le départ (Farewell)

### Sixième saison (2022-2023)
La sixième saison est diffusée du 7 octobre 2022 au 19 mai 2023.
1. L'Homme fantôme (Thai Hard)
2. Une promesse est une promesse (Thai Another Day)
3. Où est passée Black Betty ? (Woah Black Betty)
4. Pour une poignée de diamants (Maniak)
5. Victimes de la mode (Unraveling)
6. La Fin d'un règne (Checkmate)
7. Un monde à part (Sequel)
8. La Balle de trop (Guacaine)
9. On ne choisit pas sa famille (Pariah)
10. Le Protecteur (Witness)
11. Une vie pour une autre (Atonement)
12. Tout pour mon frère (Addicted)
13. Nom de code : Juillet (Lion's Share)
14. En pleine figure (Gut Punch)
15. Protéger et servir (To Protect & to Serve)
16. Le Sixième nom (Blowback)
17. Le Grand jour (Stockholm)
18. Des pierres très précieuses (Genesis)
19. Tendre l'autre joue (Bunkies)
20. La Ruée vers l'or (All That Glitters)
21. 40 ans de service (Forget Shorty)
22. La Vengeance de Zamora (Legacy)

### Septième saison (2024)
Cette septième saison de treize épisodes est diffusée du 16 février au 17 mai 2024.
1. Une promesse en l’air (The Promise)
2. Le Pire des scénarios (Peace Talks)
3. Le Code d’honneur (Good for Nothing)
4. Opération clandestine (Spare Parts)
5. D’une famille à l’autre (End of the Road)
6. 3 femmes en cavale (Escape)
7. Fin de service (Last Call)
8. Chef de meute (Family Man)
9. L'Appât (Honeytrap)
10. SNAFU
11. Whispers
12. Allegiance
13. Twenty Squad

### Huitième saison (2024-2025)
Cette huitième saison est diffusée depuis le 18 octobre 2024.
1. Les Disparus (Vanished)
2. Les Faux alliés (Gang Unit)
3. Emprisonnés (Life)
4. La Panne (The Sepulveda Protocol)
5. La Vengeance du boucher (Human Interest)
6. Un père à bout de nerfs (Hot Button)
7. Les Raisons de la colère (Home)
8. Titre français inconnu (Left of Boom)
9. Titre français inconnu (Open Season)
10. Titre français inconnu (The Heights)
11. Titre français inconnu (AMBER)
12. Titre français inconnu (Deep Cover)
13. Titre français inconnu (High Ground)
14. Titre français inconnu (The Santa Clara)
15. Titre français inconnu (Hostages)
16. Titre français inconnu (Hail Mary)
17. Titre français inconnu (The Enemy Within)
18. Titre français inconnu (Exploited)
19. Titre français inconnu (Run to Ground)
20. Titre français inconnu (Devil Dog)
21. Titre français inconnu (Ride or Die)
22. Titre français inconnu (Return to Base)

## Diffusion et accueil

### Audiences

#### États-Unis et Canada
La meilleure audience de la série est le premier épisode de la première saison qui a réalisé une audience de 6,74 millions de téléspectateurs.
La pire audience historique de la série est le troisième épisode de la quatrième saison qui a réalisé une audience de 2,25 millions de téléspectateurs.
Le pilote a été vu par 6,74 millions de téléspectateurs aux États-Unis, et 1,649 million au Canada.
- La première saison a été vue par une moyenne de 9,13 millions de téléspectateurs à J+7, ce qui la place au 35e rang aux États-Unis[58].
- La seconde saison a été vue par une moyenne de 8,34 millions de téléspectateurs à J+7, ce qui la place au 38e rang aux États-Unis[59].
- La troisième saison a été vue par une moyenne de 7,27 millions de téléspectateurs à J+7, ce qui la place au 46e rang aux États-Unis[60].
- La quatrième saison a été vue par une moyenne de 5,96 millions de téléspectateurs à J+7, ce qui la place au 42e rang aux États-Unis[61].
- La cinquième saison a été vue par une moyenne de 6,41 millions de téléspectateurs à J+7, ce qui la place au 35e rang aux États-Unis[62].
- La sixième saison a été vue par une moyenne de 6,75 millions de téléspectateurs à J+7, ce qui la place au 26e rang aux États-Unis[63].
- La septième saison a été vue par une moyenne de 6,14 millions de téléspectateurs à J+7, ce qui la place au 27e rang aux États-Unis[64].

#### France
- Le premier épisode de la première saison a séduit 5,2 millions de téléspectateurs jusqu'à 22 h (21,8 % de part d'audience), En moyenne, les trois premiers épisodes diffusés jusqu'à 23 h 30 ont attiré 4,6 millions de curieux (24 % de PDA).
- Le lancement de la saison 2 sur TF1. Les deux épisodes inédits de la série américaine a réuni en moyenne 4,1 millions de fidèles, soit 18,6 % du public. soit une baisse par rapport au lancement de la saison 1 en janvier dernier, il s'agit une concurrence très rude avec La Stagiaire fiction diffusée sur France 3 qui a réuni en moyenne 4,3 millions de téléspectateurs, soit 19,2 % de part d’audience.
- La saison 3 s’est ouverte sur TF1 qui a directement enchaîné après une deuxième salve décevante du côté des audiences. Les deux inédits ont réuni 3,83 puis 3,27 millions de Français, correspondant à des parts de marché à hauteur de 16 et 15.7%. Malgré Capitaine Marleau en rediffusion, la série ne rivalise pas avec la fiction incarnée par Corinne Masiero qui a retenu 5,33 millions de fans, soit une part de marché à hauteur de 23.3%.

### Critique
Metacritic, qui utilise une moyenne pondérée, a attribué une note de 45 sur 100 basée sur 12 avis, indiquant « avis mitigés ou moyens ».
En juillet 2024, le site IMDb présente une note de 7,2/10 basé sur la critique de plus de 34 000 internautes, tandis que le site français Allociné, obtient une note moyenne de 3,8/5 basée sur près de 1 300 notes.

## Série dérivée
Le 18 mai 2025, Sony Pictures Television annonce le lancement d'une série dérivée, intitulée SWAT: Exiles, faisant suite à S.W.A.T et mettant Shemar Moore en vedette. La production de dix épisodes débute à l'été 2025, bien qu'aucun diffuseur n'a été annoncé lors de l'annonce du lancement de la production.